# Reboreda
Reboreda é uma povoação portuguesa do Município de Vila Nova de Cerveira que foi sede da extinta Freguesia de Reboreda, freguesia que tinha 6,69 km² de área e 756 habitantes (2011), e, por isso, uma densidade populacional de 113,0 hab/km².
A Freguesia de Reboreda foi extinta (agregada) pela reorganização administrativa de 2013, tendo o seu território sido agregado ao da Freguesia de Nogueira para criar a Freguesia de Reboreda e Nogueira.

## População
| Número de habitantes | Número de habitantes | Número de habitantes | Número de habitantes | Número de habitantes | Número de habitantes | Número de habitantes | Número de habitantes | Número de habitantes | Número de habitantes | Número de habitantes | Número de habitantes | Número de habitantes | Número de habitantes | Número de habitantes |
| -------------------- | -------------------- | -------------------- | -------------------- | -------------------- | -------------------- | -------------------- | -------------------- | -------------------- | -------------------- | -------------------- | -------------------- | -------------------- | -------------------- | -------------------- |
| 1864                 | 1878                 | 1890                 | 1900                 | 1911                 | 1920                 | 1930                 | 1940                 | 1950                 | 1960                 | 1970                 | 1981                 | 1991                 | 2001                 | 2011                 |
| 632                  | 652                  | 593                  | 526                  | 558                  | 623                  | 622                  | 740                  | 746                  | 694                  | 590                  | 580                  | 596                  | 678                  | 756                  |

(Obs.: Número de habitantes "residentes", ou seja, que tinham a residência oficial neste concelho à data em que os censos  se realizaram.)